# Gudi

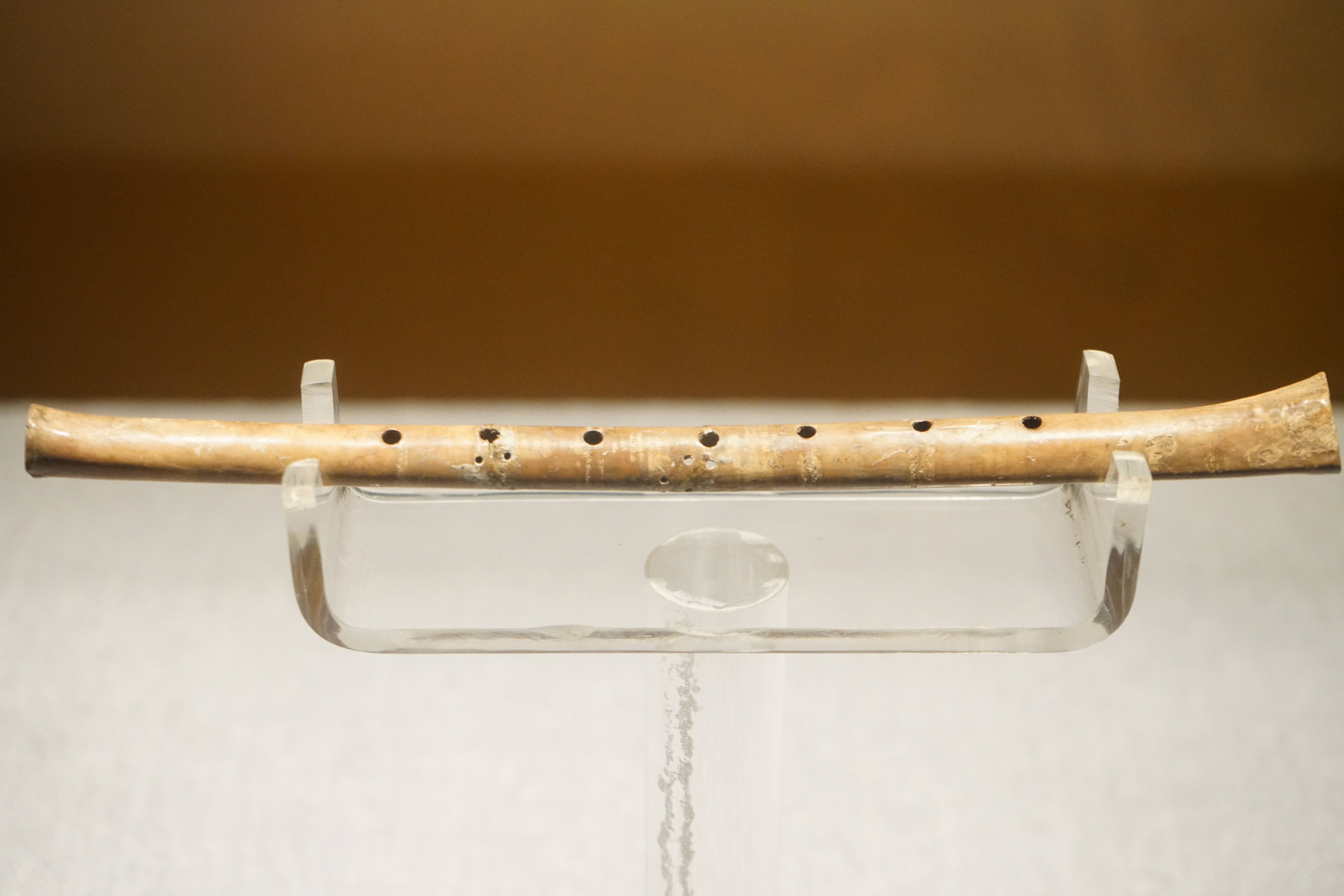
Uno dei flauti gudi scoperti a Jiahu, in mostra al Museo dell'Henan

I Jiahu gǔdí (贾湖骨笛S) sono i più antichi strumenti musicali conosciuti provenienti dalla Cina, risalenti al 6000 a.C. circa. Gudi significa " flauto d'osso " in cinese.

## Storia
Dal 1984, sei flauti ossei completi, così come i frammenti di almeno altri trenta, sono stati scavati in diverse tombe della prima cultura neolitica Jiahu a Jiahu, nella contea di Wuyan, nella provincia di Henan, nella Cina centrale. Sono stati datati al 6000 a.C.

## Descrizione
I flauti ossei hanno dimensioni medie di circa 20 cm × 1,1 cm (7,9 × 0,4 pollici) e sono ricavati dalle zampe della gru della Manciuria. Hanno l'estremità aperta e variano nel numero dei fori per le dita, da uno a otto; la versione a 24 fori ha 23 fori davanti e un foro per il pollice dietro. I fischietti in osso Jiahu sono molto più corti dei flauti, con una lunghezza da 5,7 a 10,5 cm (da 2 a 4 pollici) e hanno solo un paio di fori. Il numero di fori e la spaziatura tra i fori determinavano la gamma musicale e la scala o la modalità in cui il flauto doveva funzionare. Lee e Shen credevano che la cultura Jiahu comprendesse la "risonanza di una colonna d'aria" (vedi tubo aperto e tubo chiuso ) e fosse in grado di creare uno strumento che contenesse la loro "preferenza completa per gli intervalli della musica cinese". Soffiare attraverso l'estremità aperta di un flauto d'osso soffiato per produrre un suono musicale si ottiene allo stesso modo e produce un effetto simile, come soffiare attraverso la parte superiore aperta di una bottiglia. Il flauto a otto fori può suonare "tutti gli intervalli armonici e due registri ". Si dice che questi intervalli armonici siano una "funzione della cultura" e appartengano a un insieme più ampio rispetto a quello oggi familiare in Occidente. Apparentemente i flauti d'osso venivano suonati anche come parte dei riti sacrificali e impiegati nella caccia agli uccelli. I gudi non sono molto comuni adesso, ma oggi ci sono alcuni musicisti che li suonano.